# Прича о богатој будали
Прича о богатој будали (или прича о безумном богаташу) је позната Исусова прича која говори о безумности приањања уз материјално богатство.
Прича се налази у канонском јеванђељу по Луки (12:13-21) и у неканонском јеванђељу по Томи (изрека 63). Код Луке одмах у наставку следи поука „не брините се за живот.“
Ову причу су приказивали многи уметници, између осталих Рембрант, Џејмс Тисо, Jan Luyken и David Teniers the Younger.

## Прича

### По Луки
У јеванђељу по Луки забележена је Исусова прича заједно са згодом која јој претходи::

### По Томи
Јеванђеље по Томи преноси само Исусову причу:

## Тумачења
Богати сељак у овој приповеци је представљен негативно, као пример похлепе. Изградњом већег амбара је избегао коришћење обрадиве земљу за складиштење, на тај начин увећавајући принос и омогућујући себи да чека раст цене пре продаје. Свети Августин објашњава да је сељак „намеравао да испуни своју душу прекомерним и непотребним трбухоугађањем и био је охол не обазирући се на све оне празне трбухе сиротих. Он није схватао да су трбуси сиромаха много сигурније складиште него његови амбари.“ Арланд Хултгрен сматра да прича о богатој будали „пружа пример какав неко не треба бити. Особа чији је идентитет везан својином, положајем и успесима — и гоњен њиховим стицањем — може лако завршити несвесна позива Бога и потребе ближњег".
Безумност богаташа посебно лежи у чињеници да богатство не може јамчити будућност - судњи дан је дошао брже него што је очекивао.